# Fabijan Pavao Medvešek
Fabijan Pavao Medvešek (Zagabria, 30 dicembre 1992) è un attore, doppiatore e cantante croato, figlio dell'attore Rene Medvešek.

## Biografia
Si è laureato all'Accademia d'Arte Drammatica dell'Università di Zagabria. È membro dell'ensemble del Teatro Comunale di Zagabria Komedija.
E diventato riconoscibile al pubblico con il ruolo del prete Boze nella serie televisiva  Na Granici e il ruolo del poliziotto Branko Tabak nella serie televisiva Dar Mar.
Ha vinto la sesta stagione del programma Tvoje lice zvuči poznato.
Dal 2022 è membro della giuria di Supertalent.

## Filmografia
- Nemoj nikome reći - serie TV (2015)
- Na Granici - serie TV (2018)
- Dar mar - serie TV (2020)
- Mrkomir Prvi - serie TV (2023)
- Kumovi - serie TV (2023)

## Doppiaggio
- Robots (2005)
- Ribelle - The Brave (2012)
- Cars 3 (2017)
- Hector in Coco(2017)
- Nicolas "Nico" Navarro in Soy Luna (2018)
- Aladdin in Aladdin (2019)
- Trolls World Tour (2020)
- Bowser in Super Mario Bros. - Il film (2023)